# Madama Butterfly
Madama Butterfly är en opera i tre akter (ursprungligen två akter) av Giacomo Puccini. Libretto av Luigi Illica och Giuseppe Giacosa. Historien bygger ytterst på en novell av John Luther Long, vilken David Belasco använde som stoff till sin enaktspjäs Madame Butterfly: A Tragedy of Japan, som Puccini såg sommaren 1900 i London.

## Litterär bakgrund
Författaren John Luther Long hade själv aldrig varit i Japan, utan hämtade stoffet till sina japanska berättelser, bland dem även Madame Butterfly, från berättelser som han hört av sin syster Jennie Correl, som var hustru till en metodistmissionär. Jennie Correl tillbragte vid sin makes sida flera år i Nagasaki och lärde där personligen känna den verkliga förebilden för novellen.

## Historia och premiär
Under en vistelse i London såg Puccini Belascos teaterstycke. Trots att Puccini inte förstod engelska, blev han mycket betagen i pjäsen och beslöt sig för att skriva en opera med samma ämne. Operan hade premiär på La Scala i Milano den 17 februari 1904 och blev ett dunderfiasko, Puccinis enda svåra fiasko under hela sin karriär. Då Puccini hörde visslingarna och skriken från salongen ropade han:
Högre, högre, svin! Skrik åt mig bara! Vräng era lungor ut och in! Ni skall få se vem som har rätt! Detta är den bästa opera jag någonsin har skrivit!
Efter föreställningen var Puccini fullständigt lugn och samlad och tog saken i egna händer. Han gick till dirigenten Cleofonte Campanini, tackade honom för hans arbete och försvann sedan med partituret. En andra föreställning kunde det alltså inte bli fråga om. 

### Revidering av operan
Orsaken till fiaskot var, enligt Puccinis egen mening, att operan vid uruppförandet var uppdelad i två akter, och den sista var mycket lång (en och en halv timme). Han delade den andra akten i två och skrev ett förspel till den nya tredje akten. Butterflys "Nattvaka" (en nästan 15 minuter lång stum scen) i Belascos pjäs, som på sin tid gjorde sensation, verkar ha gjort ett djupt intryck på Puccini, då denne för första gången såg dramat. Han behöll därför den här överbryggande scenen i operan och gestaltade den som ett slags sceniskt och musikaliskt intermezzo mellan två akter (där den berömda "Hum-kören" återfinns). Tre månader senare hade den nya versionen premiär på Teatro Grande i Brescia 28 maj 1904, och då visade det sig att Puccini bedömt saken riktigt. Operan blev en storartad succé.
1906 gjorde Puccini ytterligare ändringar, den tredje versionen framfördes på Metropolitan Opera i New York.
1907 skapades en fjärde version som framfördes i Paris, och senare samma år reviderades operan en femte och sista gång, och denna version är den som oftast framförs sedan dess. 
Den svenska premiären ägde rum på Stockholmsoperan den 21 augusti 1908 och den iscensattes åter med premiär den 5 februari 1953.

## Modern version
Musikalen Miss Saigon kan betraktas som en modern version av Madama Butterfly.

## Roller

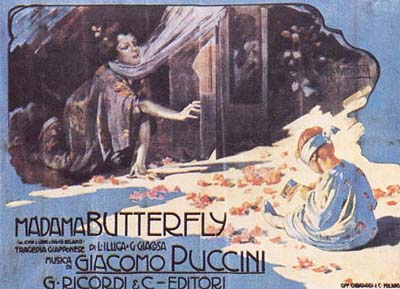
Italiensk affisch.

| Roll                                                 | Stämma      |
| ---------------------------------------------------- | ----------- |
| Cio-Cio-San (Madama Butterfly)                       | Sopran      |
| Suzuki , hennes tjänarinna                           | Mezzosopran |
| Benjamin Franklin Pinkerton, löjtnant i USA:s flotta | Tenor       |
| Sharpless, amerikanska konsuln i Nagasaki            | Baryton     |
| Goro, äktenskapsmäklare                              | Tenor       |
| Prins Yamadori                                       | Tenor       |
| Cio-Cio-Sans farbror, en bonz, japansk präst         | Bas         |
| Yakuside, Cio-Cio-Sans farbror                       | Bas         |
| Den kejserlige kommissarien                          | Bas         |
| Registreringstjänsteman                              | Bas         |
| Cio-Cio-Sans mor                                     | Mezzosopran |
| Mostern                                              | Sopran      |
| Kusinen                                              | Sopran      |
| Kate Pinkerton, Pinkertons amerikanska fru           | Mezzosopran |
| Dolore ('sorg'), Cio-Cio Sans son                    | Stum roll   |

## Handling (sammanfattning)
Operan utspelar sig i Nagasaki omkring år 1900. Föreställningen varar omkring 2 timmar och 30 minuter.
- Akt 1. Butterflys kärlekstema (Älskling jag kommer ty livets högsta lycka når jag hos dig); Kärleksduetten (Älskling som stjärnor strålar dina ögon... Låt mig få kyssa din mjuka händer...).
- Akt 2. Butterflys aria (Snart skall jag en morgon se rök vid horisonten); Körsbärsduetten ((Alla blommor); Pinkertons avsked (Farväl, l min vackra dröm! Blomstersaga! O farväl); Butterflys sista ord (Farväl min älskling! Farväl min kärlek mitt barn! Gå lek, lek!).

## Diskografi (urval)
- Madama Butterfly. Gheorghiu, Kaufmann, Shkosa, Capitanucci. S:t Cecilia kör och orkester. Pappano, dirigent. EMI 216487-2. 2 CD.[4]